# 安达阿记子
安达阿记子（日语：／ Adachi Akiko，1983年9月10日—），日本女子盲人门球运动员。她曾代表日本参加2008年、2012年和2016年夏季残疾人奥林匹克运动会盲人门球比赛，其中2012年夏季残奥会获得一枚金牌。現隸屬於利富樂斯股份有限公司。

## 經歷
安达阿记子生於福岡縣八女市，畢業於久留米市立日吉小學校、久留米市立諏訪中學校、久留米信愛女學院高等學校。
14歲時右眼罹患黃斑部病變導致中心視力喪失，19至20歲期間左眼亦發病，視力嚴重受損（屬低視力患者）。
2006年進入國立福岡視障復健中心學習指壓按摩師資格期間，首次接觸盲人門球運動。雖無運動競技經驗，仍於2007年7月參加國際視障運動總會主辦的世界錦標賽，並獲得銅牌。
曾三度代表日本參加帕運盲人門球賽事：
- 2008年北京帕運
- 2012年倫敦帕運（獲得金牌，為日本團體項目首面帕運金牌）[5]
- 2016年里約帕運

自2009年加入利富樂斯公司後，積極透過巡迴講座與體驗活動推廣盲人門球運動。

## 外部連結
- 安達阿記子 - 雅虎體育×Sportsnavi 倫敦帕運專題
- 八女市市民榮譽獎表彰紀錄（市制60週年紀念特刊）